# Saadiyat Reserve
Saadiyat Reserve is een van de zeven wijken op het eiland Saadiyat in de stad Abu Dhabi. De wijk zal volgens planning in de toekomst worden aangelegd onder leiding van TDIC. Saadiyat Reserve zal bestaan uit een gedeelte met villa's en hotels en een gedeelte met moerassen en mangroves met een kwekerij met een oppervlakte van twee hectare, waarin tot 2009 in totaal 750.000 jonge bomen waren gekweekt. Ook is er een door Bert Trent Jones jr. golfbaan gepland die gebruikmaakt van de getijden, de Saadiyat Reserve Golf Club. De golfbaan zal 18 holes omvatten en 71 hectare in beslag nemen.